# Йозеф Корбел
Йозеф (Джозеф) Корбел ([ˌkɒrˈbɛl] ; 20 вересня 1909 — 18 липня 1977) — чесько-американський дипломат і політолог. Під час своєї державної кар'єри він працював послом Чехословаччини в Югославії та був представником країни в Комісії ООН по Індії та Пакистану, виконуючи обов'язки її голови. Оселившись у Сполучених Штатах, Корбел став професором міжнародної політики в Університеті Денвера, де він заснував Вищу школу міжнародних досліджень, яку пізніше назвали на його честь, і був її першим деканом.
Його донька Мадлен Олбрайт працювала держсекретарем при президенті Біллі Клінтоні, а він сам був науковим наставником Кондолізи Райс, майбутнього держсекретаря часів президента Джорджа Буша. Його онука, Еліс П. Олбрайт, є генеральним директором корпорації Millennium Challenge Corporation («Виклики тисячоліття») під керівництвом президента Джо Байдена.

## Біографія та кар'єра
Йозеф народився під прізвищем Кьорбель (Körbel) 20 вересня 1909 року в родині чесько-єврейських батьків Арноста та Ольги Кьорбель, які обидва загинули під час Голокосту. 20 квітня 1935 року він одружився з Анною Шпігеловою, з якою був знайомий ще з часів навчання у середній школі. Анна народилася в 1910 році в родині Альфреда Шпігеля та Ружени Шпігелової, асимільованих чеських євреїв.
На момент народження дочки Мадлен Йозеф працював пресаташе в посольстві Чехословаччини в Белграді.
Хоча він мав недоторканність як дипломат Чехословаччини, через свої політичні погляди та єврейське походження він мусив утекти з дружиною та дитиною Мадлен після нацистського вторгнення в 1939 році та переїхати до Лондона. Корбель був радником Едварда Бенеша в чеському уряді у вигнанні, виголошував промови для щоденних передач Бі-Бі-Сі на Чехословаччину та Югославію. Під час перебування в Англії сімейство Корбелів прийняло католицизм і виключили умляут із прізвища, внаслідок чого наголос у прізвищі «Корбел» перейшов на другий склад.
Корбел повернувся до Чехословаччини після війни, отримавши розкішну празьку квартиру, експропрійовану в Карла Небріха, богемського німецького промисловця, висланого згідно з декретами Бенеша. Корбел був призначений послом Чехословаччини в Югославії, де він залишався до комуністичного перевороту в Чехословаччині в лютому 1948 року. Приблизно в цей час його призначили делегатом Комісії ООН по Індії та Пакистану для посередництва в суперечці щодо Кашміру. Він був головою комісії, а згодом написав кілька статей і книжку про проблему Кашміру.
Через рік після приходу Комуністичної партії до влади, у 1949 році Корбель попросив політичного притулку в Сполучених Штатах, заявивши, що його заарештують у Чехословаччині за його «вірну прихильність ідеалам демократії». Він дістав притулок, а також грант від Фонду Рокфеллера, щоб викладати міжнародну політику в Університеті Денвера. У 1964 році за сприяння Бена Черрінгтона Корбел заснував Вищу школу міжнародних досліджень і став її деканом-засновником. Однією з його учениць була Кондоліза Райс, перша жінка, пізніше призначена радником з національної безпеки (2001) і перша афроамериканка, призначена держсекретарем (2005). Дочка Корбела Мадлен стала першою жінкою-держсекретарем у 1997 році. Обидві жінки засвідчили його значний вплив на їхні кар'єри у зовнішній політиці та міжнародних відносинах.
Після його смерті Університет Денвера заснував у 2000 році гуманітарну премію Джозефа Корбела. Відтоді її отримали 28 осіб.
28 травня 2008 року Вища школа міжнародних досліджень Денверського університету отримала назву Школа міжнародних досліджень Джозефа Корбела.

## Наукові публікації
- Tito's Communism (The Univ. of Denver Press, 1951). ISBN 978-5-88379-552-6. online
- Danger in Kashmir (Princeton University Press, 1954). ISBN 1400875234ISBN 1400875234. online
- The Communist Subversion of Czechoslovakia, 1938—1948: The Failure of Co-existence (Oxford University Press, 1959), ISBN 978-1-4008-7963-2. online

- Poland Between East and West: Soviet and German Diplomacy toward Poland, 1919—1933 (Princeton University Press, 1963). ISBN 978-0691624631ISBN 978-0691624631 online

- Detente in Europe: Real or Imaginary? (Princeton University Press, 1972). ISBN 978-0691644295ISBN 978-0691644295.
- Conflict, Compromise, and Conciliation: West German–Polish Normalization 1966—1976 (with Louis Ortmayer, University of Denver, 1975).
- The Politics of Soviet Policy Formation: Khrushchev's Innovative Policies in Education and Agriculture (University of Denver, 1976).
- Twentieth-century Czechoslovakia: the meanings of its history online